# Xã Mount Morris, Quận Ogle, Illinois
Xã Mount Morris (tiếng Anh: Mount Morris Township) là một xã thuộc quận Ogle, tiểu bang Illinois, Hoa Kỳ. Năm 2010, dân số của xã này là 3.968 người.